# Capensibufo tradouwi
Capensibufo tradouwi е вид жаба от семейство Крастави жаби (Bufonidae). Видът не е застрашен от изчезване.

## Разпространение
Разпространен е в Южна Африка.